# José Luis Dolgetta
José Luis Dolgetta   (Valencia, 1 d'agost de 1970 - Guayaquil, 31 d'octubre de 2023) va ser un futbolista veneçolà de la dècada de 1990. Fou 20 cops internacional amb la selecció de Veneçuela.
Va ser jugador de Valencia FC, Caracas i Carabobo FC, entre altres clubs.
També va ser entrenador:
- 2015: Deportivo Anzoátegui
- 2016-2017: Tucanes de Amazonas